# ألكسندر ميلوشيفيتش
اسمه الكامل غوران ألكسندر سيوستروم ميلوشيفيتش (بالصربية: Goran Alexander Sjöström Milošević) هو لاعب كرة قدم سويدي ولد في يوم 30 يناير 1992 في بلدة سوندبيبرغ في السويد، يلعب حالياً مع نادي بشكتاش في تركيا وسبق له اللعب مع نادي أيك سولنا ونادي فاسالوندس في السويد، كما لعب مع منتخب السويد لكرة القدم ويبلغ طوله 191 سم.

## روابط خارجية
- ألكسندر ميلوشيفيتش على موقع الاتحاد الأوربي (الإنجليزية)
- ألكسندر ميلوشيفيتش على موقع الاتحاد الأوربي (الإنجليزية)
- ألكسندر ميلوشيفيتش على موقع اتحاد السويد (السويدية)
- ألكسندر ميلوشيفيتش على موقع اتحاد تركيا (لاعب) (الإنجليزية)
- ألكسندر ميلوشيفيتش على موقع قاعدة بيانات كرة القدم.إي يو (الإنجليزية)
- ألكسندر ميلوشيفيتش على موقع ناشيونال فوتبول تيمز (الإنجليزية)
- ألكسندر ميلوشيفيتش على موقع Soccerbase.com (لاعب) (الإنجليزية)
- ألكسندر ميلوشيفيتش على موقع Soccerway.com (الإنجليزية)
- ألكسندر ميلوشيفيتش على موقع عالم كرة القدم.نت (الإنجليزية)
- ألكسندر ميلوشيفيتش على موقع اللجنة الأولمبية الدولية (الإنجليزية)